# Chelehbān
Chelehbān (persiska: نورعَلی چِلِهبان, چله بان, Nūr‘alī Chelehbān) är en ort i Iran.   Den ligger i provinsen Lorestan, i den västra delen av landet, 500 km sydväst om huvudstaden Teheran. Chelehbān ligger 1 005 meter över havet och antalet invånare är 675.
Terrängen runt Chelehbān är huvudsakligen kuperad, men norrut är den bergig. Runt Chelehbān är det ganska glesbefolkat, med 50 invånare per kvadratkilometer. Närmaste större samhälle är Garāb, 11,1 km nordost om Chelehbān. Omgivningarna runt Chelehbān är i huvudsak ett öppet busklandskap.